# Prowincja Fermo
Prowincja Fermo (wł. Provincia di Fermo) – jedna z prowincji we Włoszech. Została prawnie ustanowiona w 2004 roku jako piąta prowincja w regionie Marche. Prawo to weszło w życie w 2009, gdy prowincja została wydzielona z istniejącej wcześniej prowincji Ascoli Piceno. Prowincja dzieli się na 40 gmin, a jej siedzibą administracyjną jest miasto Fermo.